# Ven a mi casa esta Navidad
Ven a mi casa esta Navidad és una pel·lícula de comèdia dramàtica argentina de 2023 dirigida i escrita per Sabrina Campos. Està protagonitzada por Leonora Balcarce, Manuel Callau, Marita Ballesteros, Claudia Cantero, Mara Bestelli i Gabriel Fernández. La pel·lícula es va estrenar el 7 de desembre de 2023 a les sales de cinemes de l'Argentina.

## Argument
Inés, que recienteme va quedar a l’atur, és convidada pel seu germà a passar la festa de Nadal amb la família de la seva esposa, que no la coneixen i comencen a aclaparar-la amb preguntes incòmodes sobre diversos aspectes de la seva vida relacionat amb el laboral i amorós.

## Repartiment
- Leonora Balcarce com Inés
- Manuel Callau com José
- Marita Ballesteros com Lidia
- Claudia Cantero com Mónica
- Mara Bestelli com Silvia
- Gabriel Fernández com Miguel
- Bárbara Massó com Laura
- Guido Losantos com Juani
- Isabela Terán com Anita
- Valentín Wein com Fran
- Alicia Labraga com Ester

## Recepció

### Comentaris de la crítica
La pel·lícula va rebre crítiques mixtes a positives per part dels crítics. Milagros Amondaray de La Nación va qualificar al film com «regular» al·ludint que «a pesar que trobem seqüències intimistes molt reeixides, l'òpera prima de Campos corre el risc de perdre's dins de produccions afins que registren a una dona en crisi a qui ningú sembla entendre, veure, o bé secundar amb l'empatia que necessita». Victoriano Suárez Álamo de Canarias7 va atorgar a la pel·lícula una ressenya positiva escrivint que es tracta d'una proposta «interessant i entretinguda», com així també un repte en el qual la directora «surt més que airosa».

### Premis i nominacions
| Llista de premis i nominacions | Llista de premis i nominacions                                 | Llista de premis i nominacions       | Llista de premis i nominacions | Llista de premis i nominacions | Llista de premis i nominacions |
| Any                            | Organització                                                   | Categoria                            | Nominat/a(s)                   | Resultat                       | Ref(s)                         |
| ------------------------------ | -------------------------------------------------------------- | ------------------------------------ | ------------------------------ | ------------------------------ | ------------------------------ |
| 2024                           | Festival Internacional de Cinema de Las Palmas de Gran Canària | Millor llargmetratge                 | Ven a mi casa esta Navidad     | Participació                   | [ 6 ]                          |
| 2024                           | Premis Sur                                                     | Millor opera prima                   | Ven a mi casa esta Navidad     | Nominat                        | [ 7 ]                          |
| 2024                           | Premis Sur                                                     | Millor disseny de vestuari           | Mariana Seropian               | Nominat                        | [ 7 ]                          |
| 2024                           | Premis Sur                                                     | Millor maquillatge i caracterització | Néstor Burgos                  | Nominat                        | [ 7 ]                          |